# Китайская аэрокосмическая научно-техническая корпорация
Китайская аэрокосмическая научно-техническая корпорация (кит. 中国航天科技集团公司, англ. CASC — China Aerospace Science and Technology Corporation) — китайская государственная ракетно-космическая корпорация. Находится под непосредственным контролем Госсовета КНР, относится к числу десяти крупнейших корпораций военно-промышленного комплекса Китая и входит в число крупнейших компаний страны по размеру выручки. CASC является основным подрядчиком Космической программы Китая.

## История
Решение о производстве ракетного вооружения было принято китайскими властями в 1956 году. В 1958 году были созданы Пекинский, Шанхайский, Даляньский и Чанчуньский НИИ химической промышленности (разработка и производство топлива), Пекинская база испытаний ракетных двигателей (разработка ракетного двигателя) и Пекинский НИИ механики (испытания ракет и их компонентов в аэродинамической трубе). Все теоретические и прикладные
исследования курировали Китайская академия наук, Седьмое министерство машиностроения (министерство ракетно-космической промышленности) и Четвёртое министерство машиностроения (министерство радиоэлектронной промышленности).
В 1988 году министерство ракетно-космической промышленности было объединено с министерством авиационной промышленности, в результате чего было создано министерство авиационно-космической промышленности. В 1992 году китайские власти сформировали «Генеральную компанию космической промышленности», которая объединила всю научно-производственную базу ракетно-космической промышленности Китая, а министерство авиационно-космической промышленности было упразднено. В состав компании входили семь научно-производственных объединений (НПО) и пять научно-производственных баз. Ракетные заводы и лаборатории располагались преимущественно в районах «третьей линии» (глубинные гористые и пустынные области в центральной, западной и юго-западной части Китая). 
В июле 1999 года, в рамках масштабной реформы системы управления ВПК, правительство Китая преобразовало «Генеральную компанию космической промышленности», выделив из её состава две государственные многопрофильные вертикально интегрированные корпорации центрального подчинения — «Китайскую аэрокосмическую научно-промышленную корпорацию» (CASIC) и «Китайскую аэрокосмическую научно-техническую корпорацию» (CASC).
В 2021 году Китай провёл 55 космических запусков, из которых 48 было произведено при помощи ракет-носителей серии Чанчжэн.

## Деятельность
Главные направления деятельности CASС — разработка и производство ракетно-космических систем гражданского и военного назначения. Основная продукция корпорации включает жидкостные и твердотопливные ракеты-носители, межконтинентальные баллистические ракеты, противотанковые управляемые ракеты, зенитные управляемые ракеты, зенитные ракетные комплексы, космические спутники, пилотируемые и автоматические космические аппараты, навигационное оборудование, оптические приборы, программное обеспечение. Кроме того, CASС осуществляет запуски пилотируемых космических аппаратов, запуски грузовых и научных модулей, а также запуски коммерческих спутников для китайских и зарубежных клиентов.

## Структура

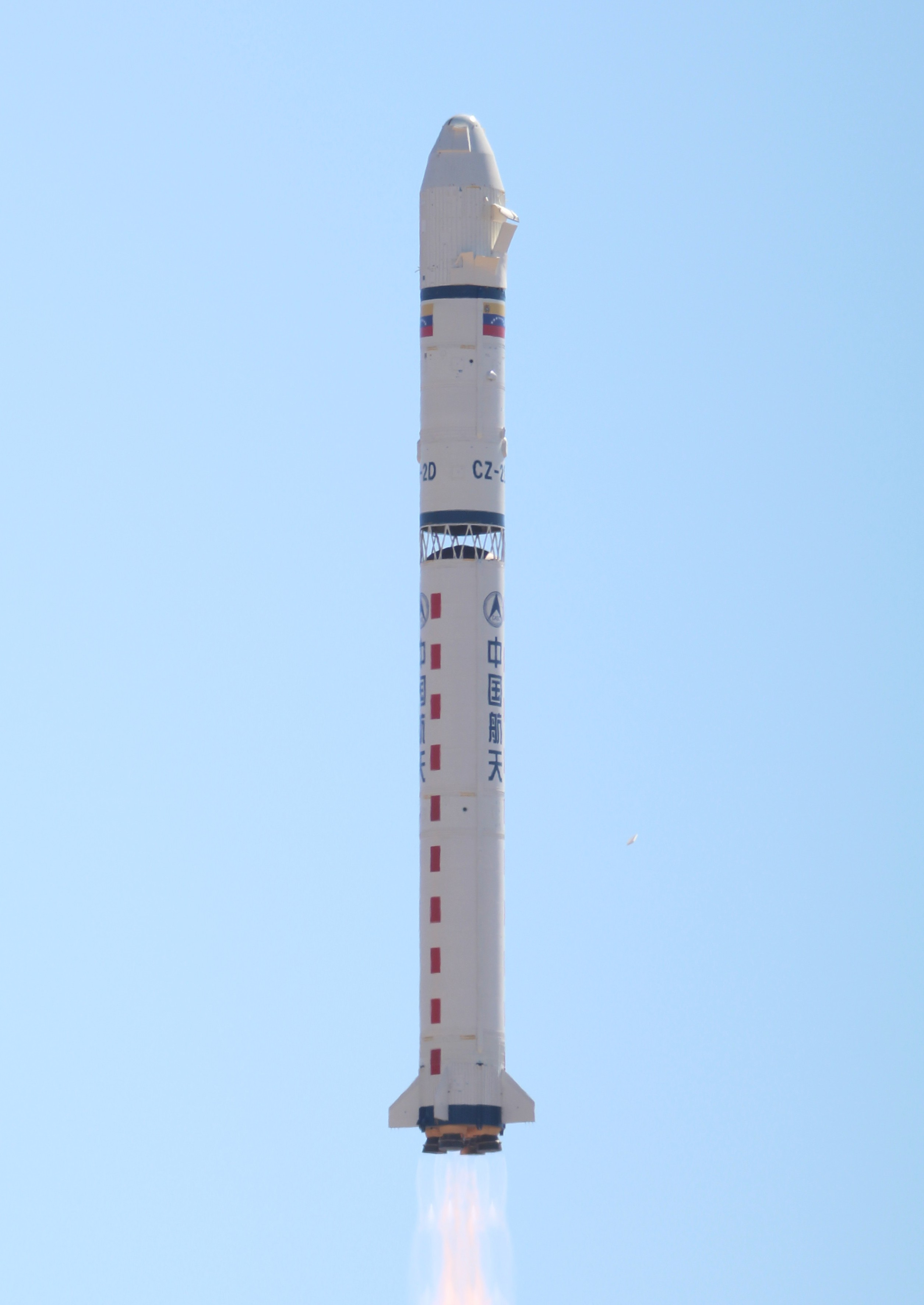
Чанчжэн-2D

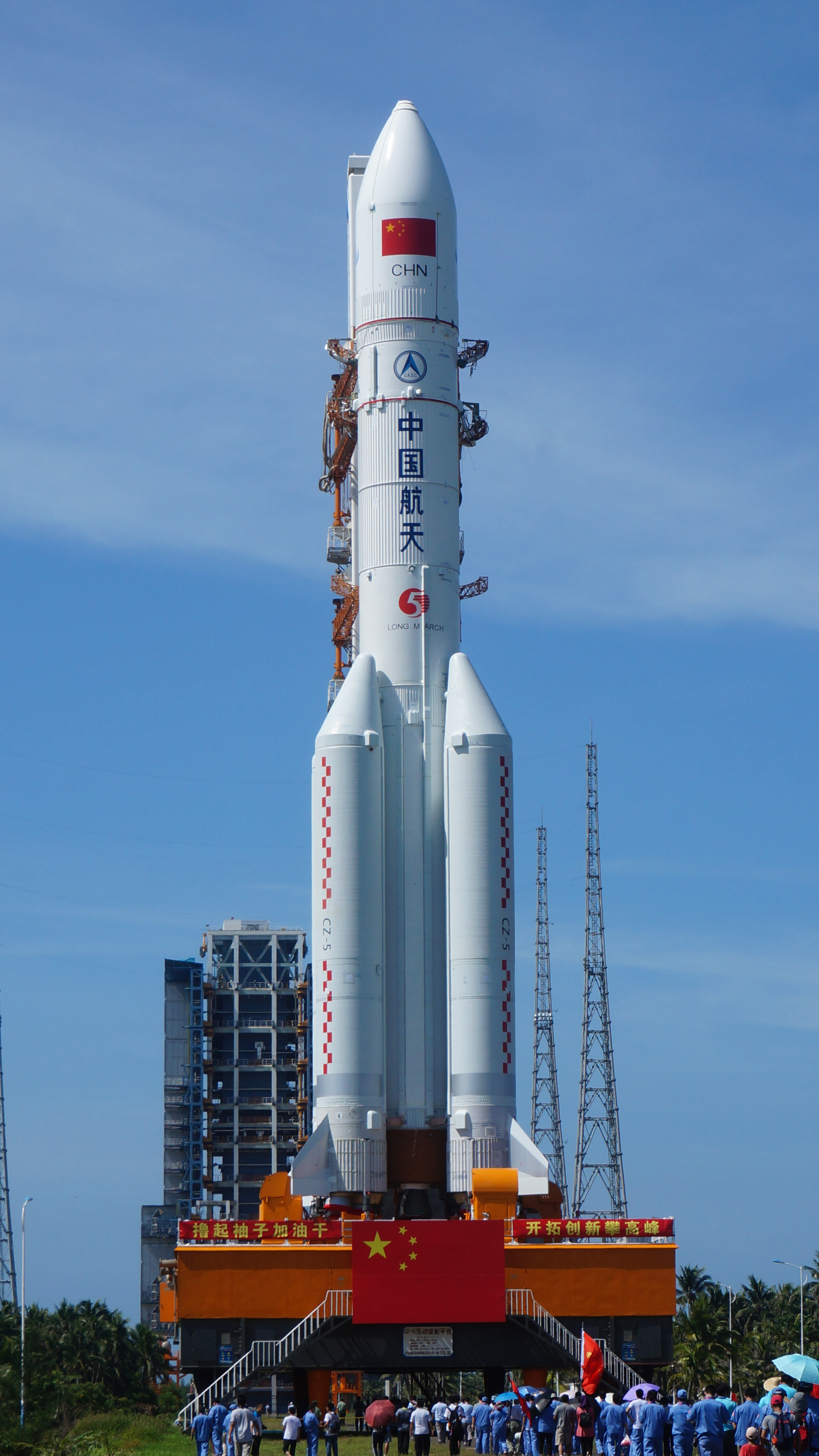
Чанчжэн-5

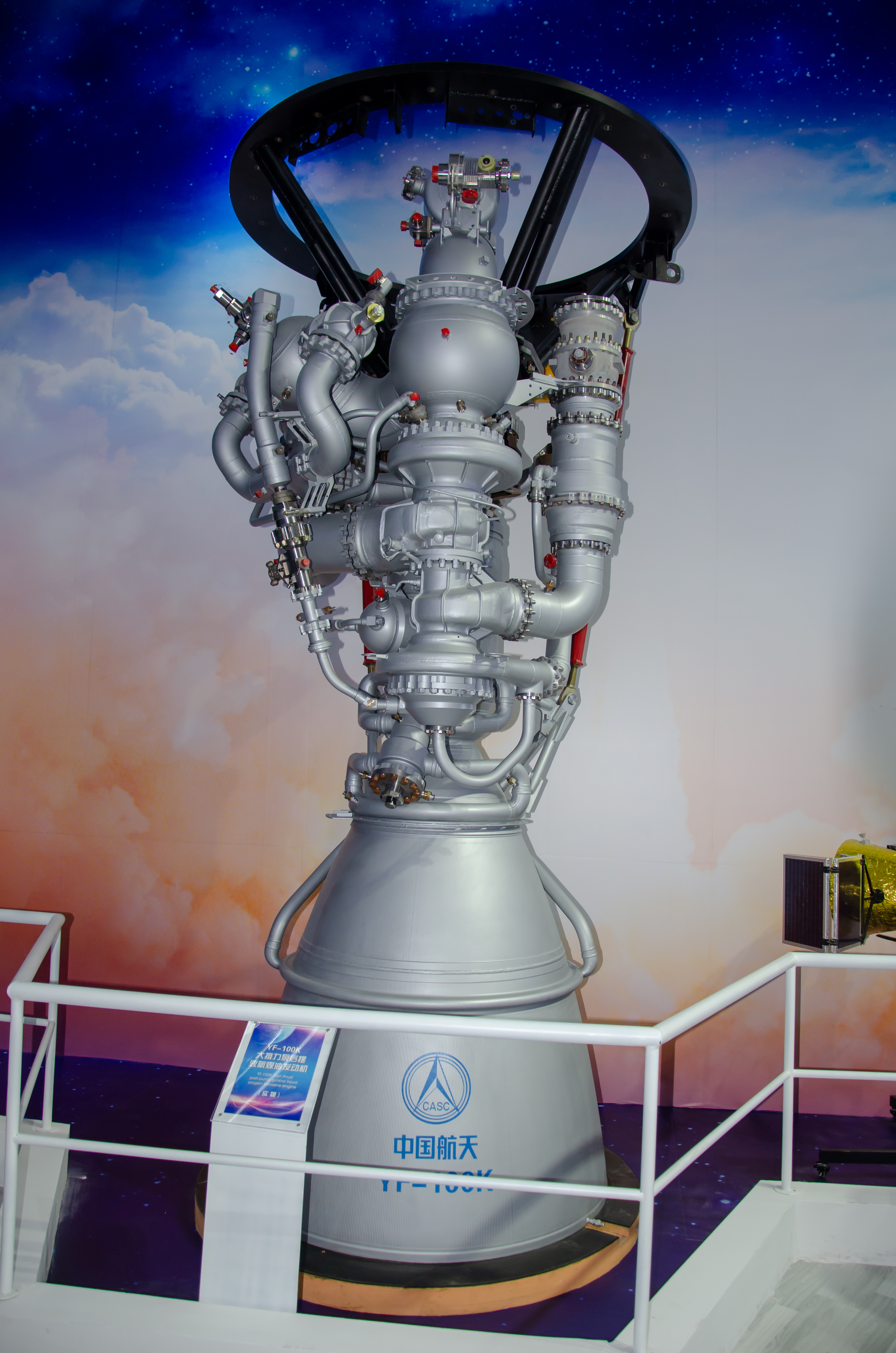
Ракетный двигатель YF-100K

В состав группы входит множество научно-исследовательских и производственных комплексов, в том числе восемь научно-производственных объединений (НПО),  13 специализированных и семь подведомственных предприятий, несколько десятков дочерних и аффилированных компаний. В частности, в структуру CASC входят:
- Китайская академия ракетных технологий (Первое НПО, China Academy of Launch Vehicle Technology, сокращённо CALVT) — основана в 1957 году, штаб-квартира расположена в Пекине (район Фэнтай), рядом с авиабазой Наньюань. Является крупнейшим в Китае предприятием в области разработки и производства ракет-носителей и межконтинентальных баллистических ракет наземного и морского базирования. Также CALT занимается исследованиями полетов в ближнем космосе, является ведущей организацией Китая в сфере обеспечения пилотируемых космических полетов, разрабатывает системы наведения, навигации и управления для возвращаемых космических аппаратов, скафандры и другое оборудование. Основные институты и заводы расположены в Пекине (ракетный завод № 211) и Тяньцзине, а также в провинциях Чжэцзян, Шаньдун и Шаньси[6][9][10].
- Академия аэрокосмических твердотопливных технологий (Четвёртое НПО, Academy of Aerospace Solid Propulsion Technology, сокращённо AASPT) — основана в 1962 году, штаб-квартира расположена в Сиане (район Бацяо). Является основным разработчиком и производителем твердотопливных ракетных двигателей военного и гражданского назначения в Китае. Основные институты и производственные мощности расположены в Сиане и Пекине, а также в провинциях Шэньси и Хубэй[11][12][13].
- Китайская академия космических технологий (Пятое НПО, China Academy of Space Technology, сокращённо CAST) — основана в 1968 году, штаб-квартира расположена в Пекине (район Хайдянь). Является лидером в области разработки и производства военных и гражданских спутников и другого космического оборудования. Также CASC производит промышленное оборудование, химикаты, средства связи, транспортные средства, компьютеры, медицинское оборудование, оборудование для контроля и защиты окружающей среды. Основные институты и заводы расположены в Пекине, Сиане, Ланьчжоу, Яньтае и Тайгу[14][15][16][17].
- Академия аэрокосмических жидкостных технологий (Шестое НПО, Academy of Aerospace Liquid Propulsion Technology, сокращённо AALPT) — основана в 1965 году как предприятие «третьей линии» в горах Цюиньлин (Шэньси), штаб-квартира расположена в Сиане. Является крупнейшим в Китае предприятием в области разработки и производства жидкостных ракетных двигателей для средних и тяжёлых ракет-носителей. Основные институты и заводы расположены в Сиане (ракетный завод № 7103 и НИИ технологических испытаний двигателей № 165), Фынсяне, Пекине (НИИ испытаний космических двигателей № 102) и Шанхае[18][19].
- Сычуаньская академия космических технологий (Седьмое НПО, Sichuan Academy of Aerospace Technology, сокращённо SAAT) — основана в 1965 году как предприятие «третьей линии» в уезде Ваньюань (Сычуань), штаб-квартира расположена в Чэнду (район Лунцюаньи). Является разработчиком и производителем компонентов и комплектующих для ракет-носителей и стратегических баллистических ракет, а также производителем тактических ракет на базе ракетно-артиллерийских систем повышенной дальности. Основные институты и заводы расположены в Чэнду, Лучжоу, Дачуане и Чунцине[18].
- Шанхайская академия космических технологий (Восьмое НПО, Shanghai Academy of Spaceflight Technology, сокращённо SAST) — основана в 1961 году, штаб-квартира расположена в Шанхае. Является разработчиком и производителем ракет-носителей, баллистических ракет, зенитных управляемых ракет, спутников военного и гражданского назначения, компонентов и комплектующих для ракет-носителей серии «Чанчжэн». Основные институты и заводы сосредоточены в Шанхае (в том числе завод № 149)[20][21].
- Китайская академия аэрокосмических электронных технологий (Девятое НПО, China Academy of Aerospace Electronics Technology, сокращённо CAAET) — образована в 2009 году на базе компании «Шидай», штаб-квартира расположена в Пекине. Является разработчиком и производителем электронных и полупроводниковых компонентов для ракетно-космической промышленности Китая. Основные институты и заводы расположены в Пекине, Шанхае, Сиане, Гуйлине, Чжумадяне и Ханчжоу[22].
- Китайская академия аэрокосмической аэродинамики (Одиннадцатое НПО, China Academy of Aerospace Aerodynamics, сокращённо CAAA) — основана на базе НИИ № 701, штаб-квартира расположена в Пекине. Является разработчиком и производителем ракетно-космической техники и беспилотных летательных аппаратов (разведывательно-ударные беспилотные аппараты серии «Цайхун»), осуществляет прикладные исследования в области аэродинамики летательных аппаратов, производит измерительную аппаратуру для машиностроительной, авиационной, нефтехимической и строительной промышленности[22][23][24].

### Дочерние компании
- China Energine International Holdings
- China Aerospace International Holdings
- China Satellite Communications
- APT Satellite Holdings
- DFH Satellite
- China Spacesat
- China Rocket
- China Great Wall Industry Corporation
- China National Precision Machinery Import and Export Corporation
- Beijing Shenzhou Aerospace Software Technology
- China Siwei Surveying and Mapping Technology
- China Aerospace Investment Holdings
- Easy Smart Limited

## Продукция

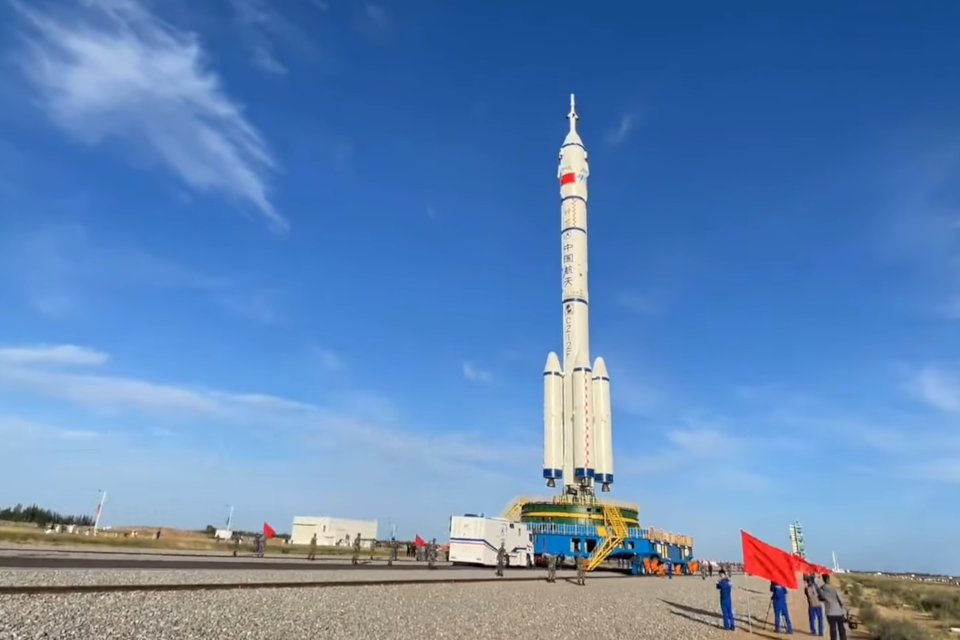
Чанчжэн-2F и Шэньчжоу-12

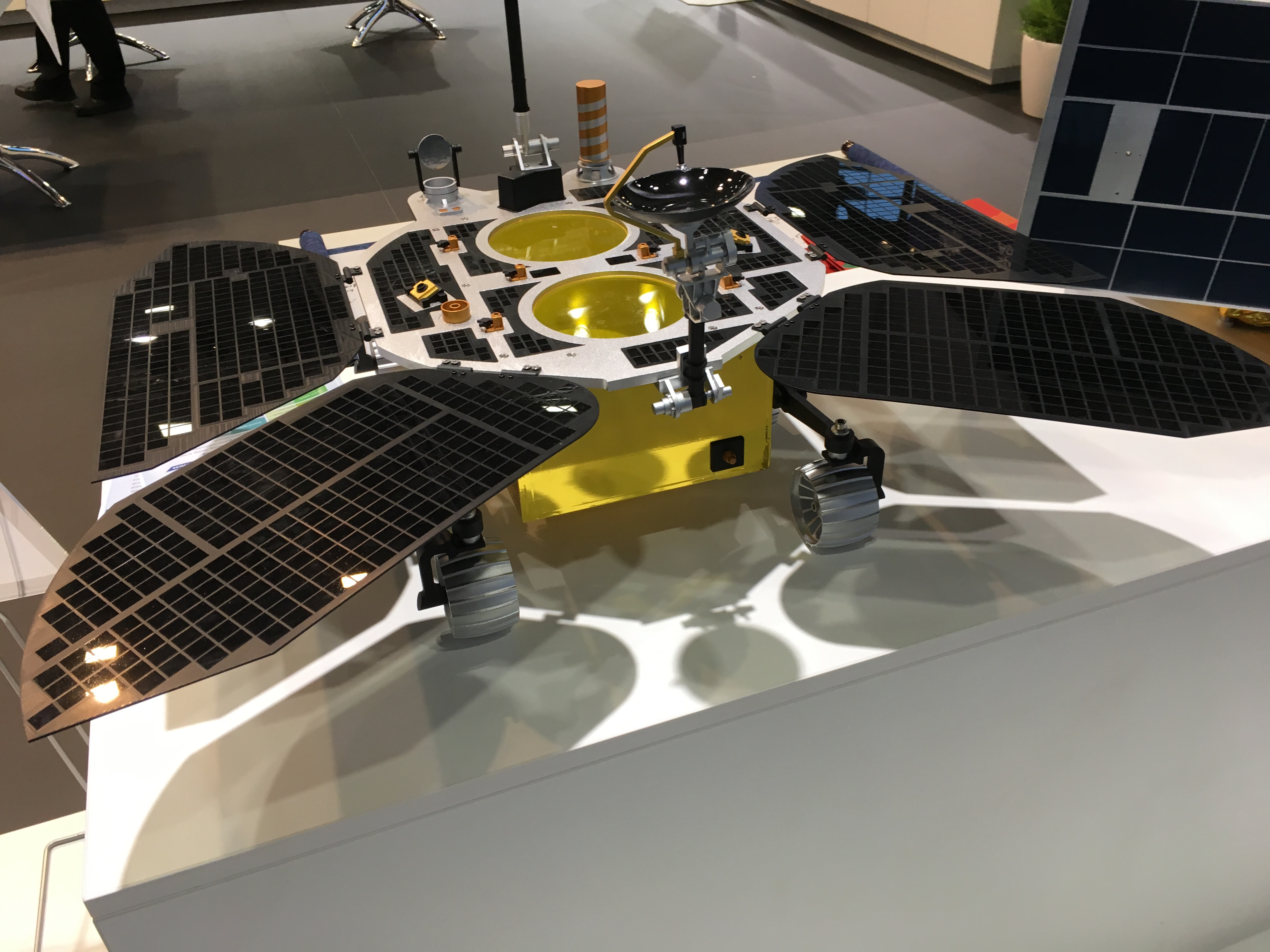
Марсоход Чжужун

- Твердотопливные и жидкостные ракеты-носители Чанчжэн (в том числе Чанчжэн-2C, Чанчжэн-2D, Чанчжэн-2F, Чанчжэн-3A, Чанчжэн-3C, Чанчжэн-3B, Чанчжэн-3E, Чанчжэн-4B, Чанчжэн-4C, Чанчжэн-5, Чанчжэн-6, Чанчжэн-7, Чанчжэн-8, Чанчжэн-9 и Чанчжэн-11)[25][26][27].
- Твердотопливные ракеты-носители Куайчжоу (в том числе Куайчжоу-1A и Куайчжоу-21).
- Твердотопливные ракеты-носители Цзелун (в том числе Цзелун-1)[28]
- Твердотопливные и жидкостные ракетные двигатели (в том числе YF-77 и YF-100)[29][30].
- Орбитальная станция Тяньгун и базовый модуль Тяньхэ[31][32].
- Автоматическая межпланетная станция Тяньвэнь-1[33].
- Марсоход Чжужун.
- Метеорологические спутники Фэнъюнь (в том числе Фэнъюнь-2F и Фэнъюнь-4B)[34].
- Спутники связи (в том числе APSTAR-6D)[35].
- Спутники навигационной системы Бэйдоу[36].
- Спутники сейсмического и электромагнитного мониторинга (в том числе Чжан Хэн-1)[37].
- Межконтинентальные баллистические ракеты Дунфэн (в том числе Дунфэн-41).
- Баллистические ракеты средней дальности Дунфэн-26.
- Беспилотные летательные аппараты СН-3, СН-4, СН-5 и CH-6.
- Беспилотные летательные аппараты WJ-100, WJ-500, WJ-600 и WJ-700.
- Беспилотные летательные аппараты HW-600 и HW-610.